# Wu Wenjun

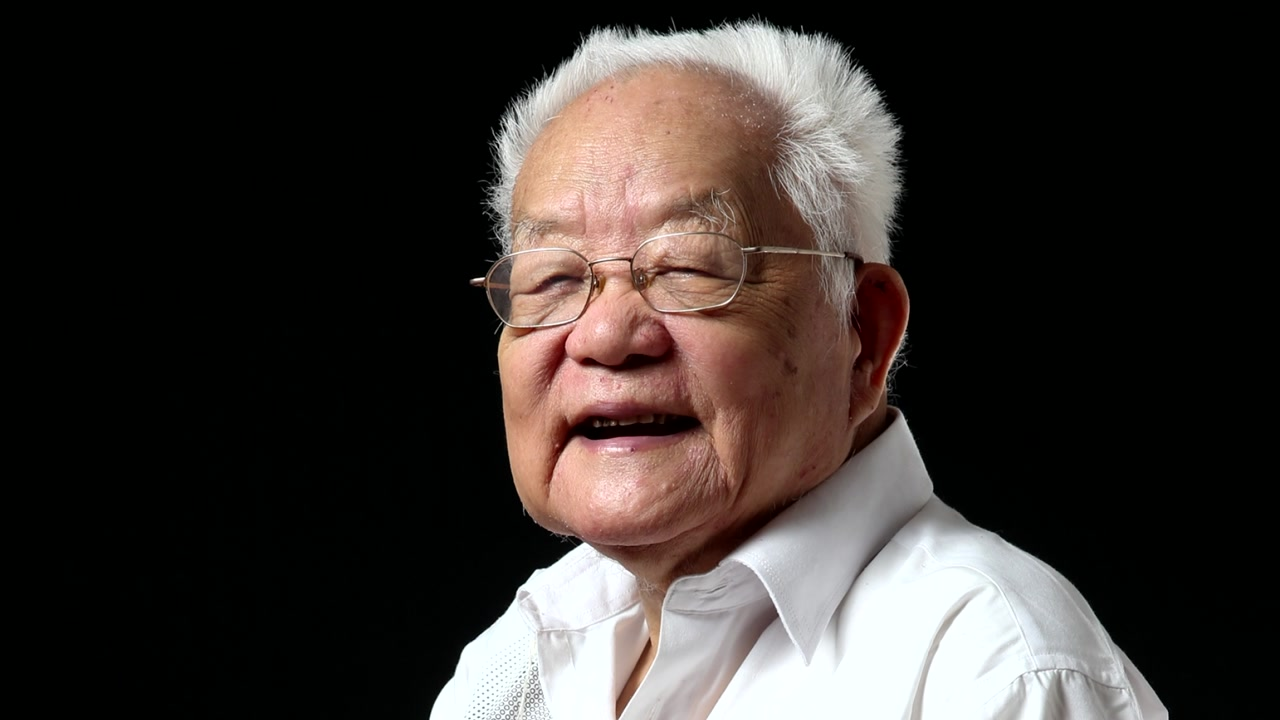
Wu Wenjun

Wu Wenjun (chinesisch 吴文俊, Pinyin Wú Wénjùn, W.-G. Wu Wen-Tsün; * 12. Mai 1919 in Shanghai; † 7. Mai 2017 in Peking) war ein chinesischer Mathematiker (Differentialgeometrie, Topologie, Algorithmische Geometrie). Sein Name wir auch als Wen-Tsun Wu oder Wu Wen-Tsun zitiert.

## Leben und Werk
Wu machte seinen Vordiplom-Abschluss 1940 an der Jiaotong-Universität Shanghai und arbeitete dann – China war von den Japanern besetzt und mitten im Krieg – als Lehrer. 1946 traf er Shiing-Shen Chern, der gerade das Mathematische Institut der Academia Sinica aufbaute und ihn als Student akzeptierte. Wu zeigte Chern einen einfacheren Beweis (als Whitneys) von Hassler Whitneys Produktsatz für sphärische Faserbündel und wurde nach einer landesweiten Prüfung 1947 für Auslandsstudien akzeptiert. 1949 wurde er an der Universität Straßburg bei Charles Ehresmann promoviert (Sur les classes caractéristiques des structures fibrées sphériques). In Straßburg kam er auch mit René Thom in Kontakt, der ihn in seiner Autobiographie als zurückhaltenden und freundlichen Chinesen, dessen Rechnungen legendär für ihre Zuverlässigkeit waren, charakterisiert. 1950 studierte Wu weiter in Paris bei Henri Cartan, wo er die nach ihm benannten charakteristischen Klassen entdeckte. 1951 kehrte er nach China zurück und wurde ab 1953 Forscher an der Chinesischen Akademie der Wissenschaften. In den 1950er Jahren untersuchte er Einbettungsprobleme in euklidische Räume und führte Einbettungsklassen ein – zusammengefasst in einem Buch 1965.
Nachdem er während der Kulturrevolution in eine Computerfabrik geschickt wurde, begann er sich in den 1970er Jahren für automatische Beweisverfahren in der elementaren Geometrie zu interessieren, was zu seinem künftigen Arbeitsfeld wurde (das er „Mechanisierung der Mathematik“ nennt). 1977 bewies er dazu – basierend auf Methoden von Joseph Ritt – einen zentralen Satz. Er bewies auch, dass die rationale Homotopietheorie von Dennis Sullivan algorithmisch behandelt werden kann.
1957 wurde er in die Chinesische Akademie der Wissenschaften aufgenommen. 1991 erhielt er den Mathematikpreis der Akademie der Entwicklungsländer. 1997 erhielt er den Herbrand Award. 2000 erhielt er den Ersten Staatspreis in Wissenschaft und Technologie der Volksrepublik China (zusammen mit Yuan Longping), verliehen von Jiang Zemin. 2006 erhielt er zusammen mit David Mumford den Shaw Prize.
Wu befasste sich auch mit Geschichte der chinesischen Mathematik und war Herausgeber einer großen achtbändigen Geschichte der chinesischen Mathematik. Außerdem hielt er darüber einen Vortrag auf dem Internationalen Mathematikerkongress in Berkeley 1986 (Recent studies in the history of chinese mathematics).

## Schriften
- Theory of imbedding immersion and isotopy of polytopes in an euclidean space. 1965
- Mathematical theorem proving in geometry. Springer 1994
- Mathematics Mechanization. Springer 2000
- Rational Homotopy Type. Springer 1987
- Selected Works of Wen Tsun-Wu. World Scientific 2006